# Journal of Gender Studies
Le Journal of Gender Studies est une revue britannique de référence interdisciplinaire sur les études de genre. Elle est éditée par Routledge et dispose d'un comité de lecture. Depuis 1991, la revue publie des articles concernant le genre, souvent sous une approche féministe et couvrant plusieurs disciplines des sciences sociales. Sa volonté est de créer un dialogue entre les différents champs académiques qui s'intéressent aux idées de genres.